# Веселе (Миколаївська селищна громада, Сумський район)
Весе́ле — село в Україні, у Миколаївській селищній громаді Сумського району Сумської області. Населення становить 366 осіб. До 2016 року орган місцевого самоврядування — Миколаївська селищна рада.

## Географія
Село Веселе розташоване за 34 км від обласного центру, 1 км віж адміністративного центру селищної громади та 2 км від річки Вир. Селом тече пересихаючий  струмок із загатою. Село складається з двох частин і простягається на 1 км. Поруч пролягає автошлях регіонального значення Р61 (Батурин — Конотоп — Суми).

## Історія
Село зазнало геноциду українського народу, проведеного радянським урядом у 1932—1933 та 1946–1947 роках.
18 серпня 2016 року, шляхом об'єднання Миколаївської селищної ради та Бобрицької, Верхосульської, Луциківської, Марківської, Супрунівської, Товстянської, Тучненської сільських рад Білопільського району, утворена Миколаївська селищна громада.
19 липня 2020 року, в результаті адміністративно-територіальної реформи та ліквідації Білопільського району, село увійшло до складу новоутвореного Сумського району.

## Населення

### Мова
Розподіл населення за рідною мовою за даними :
| Мова              | Кількість | Відсоток |
| ----------------- | --------- | -------- |
| українська        | 351       | 95,9 %   |
| російська         | 9         | 2,46 %   |
| білоруська        | 3         | 0,82%    |
| інші / не вказали | 3         | 0,82%    |
| Усього            | 366       | 100 %    |